# Copa Governador do Estado da Bahia 2011
In 2011 werd de derde editie van de Copa Governador do Estado da Bahia gespeeld voor voetbalclubs uit de Braziliaanse staat Bahia De competitie werd georganiseerd door de FBF en werd gespeeld van 11 september tot 23 november. Vitória da Conquista werd kampioen en mocht daardoor deelnemen aan de Série D 2012. 

## Eerste fase

### Eerste fase

#### Groep 1
| Plaats | Club                | Wed. | W | G | V | Saldo | Ptn. |
| ------ | ------------------- | ---- | - | - | - | ----- | ---- |
| 1.     | Atlético Alagoinhas | 6    | 3 | 3 | 0 | 12:5  | 12   |
| 2.     | Bahia B             | 6    | 3 | 2 | 1 | 8:6   | 11   |
| 3.     | Bahia de Feira      | 6    | 1 | 2 | 3 | 4:5   | 5    |
| 4.     | Feirense            | 6    | 1 | 1 | 4 | 5:13  | 4    |

|  | Geplaatst voor tweede fase |

#### Groep 2
| Plaats | Club                 | Wed. | W | G | V | Saldo | Ptn. |
| ------ | -------------------- | ---- | - | - | - | ----- | ---- |
| 1.     | Vitória da Conquista | 6    | 5 | 1 | 0 | 14:5  | 16   |
| 2.     | Serrano              | 6    | 4 | 1 | 1 | 15:8  | 13   |
| 3.     | Vitória B            | 6    | 1 | 1 | 4 | 8:10  | 4    |
| 4.     | Itabuna              | 6    | 0 | 1 | 5 | 5:19  | 1    |

|  | Geplaatst voor tweede fase |

## Tweede fase
In geval van gelijkspel worden er strafschoppen genomen, tussen haakjes weergegeven.
|  | halve finale         | halve finale | halve finale | halve finale |  |                      | finale | finale | finale | finale |
|  |                      |              |              |              |  |                      |        |        |        |        |
|  |                      |              |              |              |  |                      |        |        |        |        |
|  | Atlético Alagoinhas  | 2            | 1            | 3            |  |                      |        |        |        |        |
|  | Serrano              | 0            | 1            | 1            |  |                      |        |        |        |        |
|  |                      |              |              |              |  | Atlético Alagoinhas  | 1      | 1      | 2      |        |
|  |                      |              |              |              |  | Vitória da Conquista | 7      | 2      | 9      |        |
|  | Vitória da Conquista | 1            | 3            | 4            |  |                      |        |        |        |        |
|  | Bahia B              | 2            | 2            | 4            |  |                      |        |        |        |        |

## Kampioen
| Copa Governador do Estado da Bahia de 2011 |
| Vitória da Conquista                       |
| ------------------------------------------ |
| VITÓRIA DA CONQUISTA Kampioen (2° titel)   |